# 鳥羽堰
鳥羽堰（とばせぎ）は、安曇野を流れる堰である。成立年代は不明。
かつては、長野県松本市梓川倭岩岡付近で、梓川から揚水していた（梓川から取水する堰は、現在ではすべて梓川頭首工で一括取水している。梓川頭首工参照）。
近世の半ば、勘左衛門堰（成相新堰）に対して、成相古堰と呼ばれていた。